# Arnulf-Kaserne
Die Arnulf-Kaserne ist eine Garnison der deutschen Bundeswehr in der bayerischen Stadt Roding. Benannt ist sie nach dem König des Ostfrankenreiches und römischen Kaiser Arnolf von Kärnten. Sie wurde 1958 fertiggestellt und diente seither vorwiegend zur Unterbringung von Einheiten der Heeresaufklärungs-, der Jäger- und der Heereslogistiktruppe. Hauptnutzer ist heute das Versorgungsbataillon 4.

## Bau und Stationierungsgeschichte

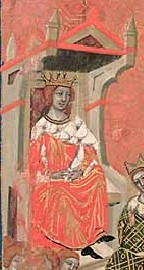
Kaiser Arnulf, Namensgeber der Kaserne

Seit 1950 bereitete das Amt Blank die Aufstellung der Bundeswehr vor und benötigte für die Unterbringung von Verbänden und Einheiten Truppenunterkünfte. Dabei reichten die bis 1945 errichteten und noch belegungsfähigen Kasernen allein nicht aus, um den Bedarf zu decken. Hinzu kam, dass aus strategischen Gründen Standorte entlang der NATO-Außengrenze gesucht wurden. Der Bund musste daher Kommunen für die Stationierung von Streitkräften gewinnen. Noch vor der Gründung der Bundeswehr entschloss sich Roding am 29. Dezember 1954 zu einer Bewerbung als Garnisonsstadt. Am 28. November 1955 fiel die Entscheidung zugunsten von Roding. Nach Planungsarbeiten legte am 2. September 1957 der damalige Bundesverteidigungsminister Franz Josef Strauß den Grundstein für den Kasernenneubau. Die Garnison wurde am 1. Oktober 1958 der Bundeswehr zur Nutzung übergeben. 1964 erhielt die Anlage den Namen „Arnulf-Kaserne“. Die Anfangsjahre waren geprägt durch Zwischenstationierungen, wie etwa des Panzergrenadierbataillons 113, des Feldartilleriebataillons 115 und der Flugabwehrbatterie 110. Lediglich das Panzeraufklärungsbataillon 4 der 4. Panzergrenadierdivision und bis 1972 das Versorgungsbataillon 116 der Panzergrenadierbrigade 11 verblieben hier.
Das Ende des Kalten Krieges und die Deutsche Wiedervereinigung brachte mit der im Zwei-plus-Vier-Vertrag vereinbarten Truppenobergrenze die Verpflichtung zur Reduzierung der Bundeswehr mit sich, die auch für den Standort Roding Auswirkungen hatte: das Panzeraufklärungsbataillon 4 musste 1991 aufgelöst werden. Zwar traten an seine Stelle das teilaktive Jägerbataillon 4 und das Jägerregiment 11. Doch der Standort war im Erhalt gefährdet. So befassten sich Bundesregierung und Bundestag bereits im April 1995 mit der zukünftigen Belegung der Arnulf-Kaserne. Dabei wurde die Verlegung von Nachschubverbänden von anderen Standorten erwogen. Das Nachschubbataillon 4, das teilaktive Gebirgsnachschubbataillon 82 und das nichtaktive Nachschubbataillon 83 kamen ab 1997 nach Roding.
Das Stationierungskonzept vom Februar 2001 sah für Roding 820 Dienstposten vor. Nach dem Konzept von 2004 sollte der Standort auf 1050 Dienstposten aufwachsen. 2011 war wieder eine Reduzierung von 900 auf 820 Dienstposten geplant.
Folgende Einheiten, Verbände, Dienststellen und Stäbe waren bzw. sind in der Arnulf-Kaserne stationiert:
| Einheit                                                                    | Stationierung ab  | Herkunft | Stationierung bis  | Verbleib |
| -------------------------------------------------------------------------- | ----------------- | --- | ------------------ | --- |
| Panzergrenadierbataillon 113                                               | 3. November 1958  | neu aufgestellt | 1. Juli 1959       | verlegt nach Cham, spätere Nordgaukaserne                                                                                                   |
| mittlere Instandsetzungskompanie 4                                         | 1. Februar 1959   | neu aufgestellt | 16. Oktober 1966   | in 3./Versorgungsbataillon 116 umbenannt |
| Panzeraufklärungsbataillon 4                                               | 13. Februar 1959  | verlegt nach Aufstellung am 1. April 1957 in Weiden in der Oberpfalz, Metzer Kaserne | 30. September 1991 | aufgelöst; ging in neu gebildetem Jägerbataillon 4 (teilaktiv) auf                                                                          |
| Feldartilleriebataillon 115                                                | 1. Juli 1959      | verlegt nach Aufstellung am 16. Februar 1959 in Weiden in der Oberpfalz, Metzer Kaserne | 1. April 1963      | verlegt nach Neunburg vorm Wald, Pfalzgraf-Johann-Kaserne, und dort zum 1. Oktober 1971 in Panzerartilleriebataillon 115 umgegliedert       |
| Versorgungsbataillon 116                                                   | 1. Juli 1959      | neu aufgestellt | 30. September 1972 | aufgelöst; 3./Versorgungsbataillon 116 in Instandsetzungskompanie 110 und 4./Versorgungsbataillon 116 in Nachschubkompanie 110 umgegliedert |
| Flugabwehrbatterie 110                                                     | 1. Juli 1959      | neu aufgestellt | 16. Oktober 1965   | in 4./Flugabwehrbataillon 4 umbenannt und nach Regensburg, Nibelungenkaserne verlegt                                                        |
| 2./Versorgungsbataillon 4                                                  | 16. Oktober 1966  | aus 3./Versorgungsbataillon 116 | 25. August 1969    | aufgelöst |
| Materialausstattung Sanitätsbereich 62/8                                   | 1. Juli 1972      | neu aufgestellt | 30. September 1997 | aufgelöst |
| Instandsetzungskompanie 110                                                | 1. Oktober 1972   | aus 3./Versorgungsbataillon 116 | 31. März 1993      | aufgelöst |
| Nachschubkompanie 110                                                      | 1. Oktober 1972   | aus 4./Versorgungsbataillon 116 | 31. März 1993      | aufgelöst |
| Zahnstation (Terr) H 646                                                   | 1. April 1977     | neu aufgestellt | 31. März 1981      | in Zahnarztgruppe 616/1 umbenannt |
| Kasernenfeldwebel mit Standortaufgaben Roding                              | 1. April 1981     | neu aufgestellt | 30. September 1994 | aufgelöst |
| Standortfeldwebel Roding                                                   | 1. April 1981     | neu aufgestellt | 31. März 1999      | aufgelöst |
| Unterstützungspersonal Standortältester Roding                             | 1. April 1981     | aufgestellt | heute              | Neuaufstellung zum 1. Juli 2014 |
| Zahnarztgruppe 616/1                                                       | 1. April 1981     | aus Zahnstation (Terr) H 646 | 31. Dezember 1998  | aufgelöst |
| Truppenarzt Roding                                                         | 1. April 1984     | neu aufgestellt | 31. März 1998      | aufgelöst |
| Fahrschulgruppe Roding                                                     | 1. Januar 1986    | neu aufgestellt |                    | aufgelöst |
| Radarzug 4                                                                 |                   | neu aufgestellt |                    | aufgelöst |
| Panzeraufklärungsausbildungskompanie 3/4                                   |                   | neu aufgestellt |                    | aufgelöst |
| Standortfernmeldeanlage 627/304                                            |                   | neu aufgestellt |                    | aufgelöst |
| Jägerbataillon 4 (teilaktiv)                                               | 1. Oktober 1991   | aus Panzeraufklärungsbataillon 4 | 1997               | aufgelöst |
| Jägerregiment 11                                                           | 13. Dezember 1991 | neu aufgestellt | 31. März 1997      | aufgelöst |
| 4./Feldjägerbataillon 760                                                  | 1993              | verlegt nach Umgliederung 1980 der Feldjägerkompanie 4 aus Regensburg, Nibelungenkaserne | 30. September 2002 | in 3./Feldjägerbataillon 451 umbenannt |
| Nachschubbataillon 4                                                       | 1997              | verlegt nach Aufstellung am 1. Juni 1959 als Versorgungsbataillon 126 in Amberg, Kaiser-Wilhelm-Kaserne, Umbenennung 1. Juli 1974 in Versorgungsbataillon 4 und 1975 in Nachschubbataillon 4 sowie Zwischenstationierung ab 1986 in Regensburg, | 30. September 2003 | aufgelöst, mit Teilen in Logistikbataillon 4 aufgegangen                                                                                    |
| Gebirgsnachschubbataillon 82 (teilaktiv)                                   |                   | verlegt nach Aufstellung in Hemau, General-von-Steuben-Kaserne | 30. September 2003 | ging in Logistikbataillon 4 auf |
| Nachschubbataillon 83 (Geräteeinheit)                                      |                   | verlegt nach Aufstellung in Hemau, General-von-Steuben-Kaserne | 31. Oktober 2008   | aufgelöst |
| 3./Feldjägerbataillon 451                                                  | 1. Oktober 2002   | aus 4./Feldjägerbataillon 760 | 31. März 2014      | in 8./Feldjägerregiment 3 umbenannt |
| Lion Hellmann Bundeswehr Bekleidungsgesellschaft mbH Servicestation Roding | 1. Juli 2003      | neu aufgestellt | heute              | |
| Logistikbataillon 4                                                        | 1. Oktober 2003   | aus Teilen Nachschubbataillon 4, Gebirgsnachschubbataillon 82 und Instandsetzungsbataillon 4 | 30. Juni 2014      | in Versorgungsbataillon 4 umgegliedert |
| Fachsanitätszentrum Kümmersbruck Teileinheiten Roding                      | 1. Januar 2007    | neu aufgestellt | 30. September 2015 | aufgelöst |
| Sanitätsstaffel Roding                                                     | 1. Januar 2007    | neu aufgestellt | 30. September 2015 | aufgelöst |
| Bundeswehr Informationstechnik Roding                                      | 1. November 2009  | neu aufgestellt | heute              | |
| Familienbetreuungsstelle Roding                                            | Januar 2013       | neu aufgestellt | heute              | |
| 8./Feldjägerregiment 3                                                     | 1. April 2014     | aus 3./Feldjägerbataillon 451 | heute              | |
| Versorgungsbataillon 4                                                     | 1. Juli 2014      | aus Logistikbataillon 4 | heute              | |
| Sanitätsversorgungszentrum Cham – Außenstelle Roding                       |                   | neu aufgestellt | heute              | |
| Bundeswehrdienstleistungszentrum Bogen – Teile Roding                      |                   | neu aufgestellt | heute              | |
| Karrierecenter Nürnberg – Außenstelle Roding                               |                   | neu aufgestellt | heute              | |

2025 wurden Investitionen in Neubauten in der Kaserne in Höhe von 80 Millionen Euro angekündigt.